# Замкнутый круг (фильм, 1978)
«Замкнутый круг» (итал. Circuito chiuso) — итальянский телевизионный криминальный триллер 1978 года, поставленный режиссёром Джулиано Монтальдо. Премьера ленты состоялась в феврале 1978 года на 28-м Берлинском международном кинофестивале, где она принимала участие в конкурсной программе.

## Сюжет
В одном из римских кинотеатров демонстрируется вестерн. Среди зрителей — бизнесмены и пенсионеры, любовники, выбравшие кинозал для места своей встречи, женщина со своей матерью, семьи с детьми, одинокие холостяки, студенты, ученые. В момент кульминации действия на экране, где происходит дуэль, ковбой (Джулиано Джемма) стреляет, и в этот момент один из зрителей оказывается убитым на месте. Сеанс останавливают и вызывают полицию, которая перекрывает все выходы из кинотеатра. Следователь начинает допрашивать зрителей, многие из которых что-то скрывают и тем самым навлекают на себя подозрение. Однако это не даёт ответа на вопрос — кто убийца. 
Чтобы понять, что же на самом деле произошло во время сеанса, всех зрителей снова рассаживают по своим местам, прося их повторять все свои действия, которые они совершали во время первого просмотра фильма. В роковое кресло, на котором сидел убитый, садится доброволец — один из сотрудников кинотеатра. Фильм запускают заново, сцена стрельбы повторяется, и... очередной труп в зрительском кресле. Несмотря на мобилизацию местных детективов, поиски убийцы ни к чему не приводят. Отрабатывается много версий этого преступления, включая мистическую, предложенную одним из зрителей, социологом по профессии.
Начальник полиции, недовольный ходом расследования, пытаясь доказать, что ничего мистического в происходящем нет, сам садится на то же место. Ленту запускают в третий раз, и, когда дело в фильме доходит до дуэли, на экране появляются кадры, которых раньше не было, — ковбой наводит револьвер на начальника полиции, тот встаёт и, уклоняясь, начинает бегать по залу, в то время, как герой вестерна пытается прицелиться и выстрелить. В конце концов он стреляет, убивает начальника полиции и выбрасывает окурок, а затем уходит вдаль. В ужасе от случившегося зрители бросаются врассыпную, и всех их наконец выпускают из здания. Социолог продолжает объяснять следователю свою теорию, в соответствии с которой созданное человеком изображение в какой-то момент получает независимость и может уже само влиять на человека (он также пересказывает следователю сюжет рассказ Рэя Брэдбери «Вельд»). Он находит и показывает следователю окурок сигареты ковбоя, который оказался на полу зрительного зала кинотеатра.